# Лляний текстиль
Лляний тексти́ль (від лат. textere — «плести»), також матеріали із льону — затребувані вироби, створені з волокон льону при подальшій обробці швейним обладнанням.  Крім терміна «текстиль» використовується термін «тканина», проте їхні значення відрізняються. Текстиль є більш загальним терміном, у той час як тканина означає закінчений матеріал, що може використовуватися для створення текстильних виробів із льону.
Лляну тканину використовують для виробництва таких виробів:
- одяг;
- постільна білизна (наволочки, підковдри, простирадла);
- кухонний текстиль (скатертини та серветки, рушники тощо);
- елементи декору інтер’єру (штори, оббивку та чохли для меблів, покривала тощо).

Окремим різновидом текстилю можуть вважатися наповнені лляними волокнами подушки, звичайні і дорожні, різноманітні іграшки, прошиті одіяла, матраци та інші вироби.

## Особливості лляного текстилю
Льон має такі цінні для споживачів властивості:
- гіпоалергенність;
- міцність волокон (лляний текстиль втричі міцніший за бавовняні аналоги[1]);
- гігроскопічність;
- здатність підтримувати оптимальну температуру для людського тіла;
- антистатичні властивості;
- приємна на дотик поверхня;
- здатність захищати від сонячної радіації[2];
- бактерицидні властивості[3].

Особлива структура волокон льону сприяє відштовхуванню бруду, тому тканину з льону досить легко прати і плями з неї виводяться легше, як з інших натуральних тканин.
До негативних властивостей льону належать:
- проблеми при розкрої, оскільки тканина дає усадку;
- здатність швидко зминатися, що комбінується зі складним прасуванням;
- погане тримання форми готовими виробами.

Окремо слід зазначити, що лляна тканина має досить високу собівартість, тому текстиль має дорожчу ціну, ніж аналоги з інших натуральних тканин чи синтетики.

## Які тканини використовуються для лляного текстилю
Можна класифікувати лляні тканини за такими ознаками:
- тип плетіння та ниток, які були використані;
- колір;
- склад ниток (наявність чи відсутність синтетичних домішок чи обробки волокон синтетичними маслами).

З льону виготовляють як грубу мішковину чи тканину для пошиття спецодягу, так и найтонший лляний матеріал, відомий як серпанок. Розповсюдженим варіантом затребуваної для будь-яких потреб лляної тканини є бязь.
Льон гарно виглядає у тканинах зі складним плетінням, завдяки якому на тканині видно лляний принт.
У залежності від обробки для надання кольору виділяють лляну тканину:
- невідбілену (сікого чи сірувато-бежевого кольору);
- відбілену (білу, можливо,  з легким кремовим відтінком);
- фарбовану (будь-яких кольорів).

Слід зазначити, що невідбілений льон буде після кожного прання та сушіння на сонці ставати все світлішим через відбілення природним способом.
Синтетична нитка чи обробка волокон спеціальними синтетичними маслами дозволяє досягнути більшої еластичності й ніжності, тканина з такого матеріалу легше прасується й не мнеться. Проте екоактивісти вважають ідеальним саме чистий лляний текстиль.
Затребувані для пошиття лляного текстилю матеріали всіх різновидів лляної тканини.

## Декор лляних виробів
Лляні вироби можуть мати декором:
- особливе плетіння;
- гаптування;
- мережку.

Структура тканини, у якої легко виділити різні волокна, дозволяє різноманітні творчі експерименти.

## Стандарти виробництва лляного текстилю
Лляний текстиль виробляється за низкою стандартів, що регламентують склад і щільність тканин, розмір та форму текстильних виробів. Для споживачів з України звичними стандартами для оцінці якості лляного текстилю є ДСТУ 15968-87 та 10138-93.
На світовому ринку найбільш якісними вважаються лляні тканини, що відповідають стандартам Oexo-Tex Standart 100.
Виробництво льону у 4 рази дорожче, ніж виробництво пшениці. Проте служать вироби з такої сировини набагато довше, тож льон був визнаний культурою ХХІ століття і можна сподіватися, що сфера його застосування у побуті буде з часом тільки розширюватися.